# Łabuny Wielkie
Łabuny Wielkie (Łabuny Duże, Łabudy Duże, Łabudy Wielkie) – jezioro w Polsce, w województwie warmińsko-mazurskim, w powiecie szczycieńskim, w gminie Jedwabno.

## Dane
- Powierzchnia: 44,5 ha
- Maksymalna głębokość: 8,4 m
- Średnia głębokość: 8,4 m
- Typ: sielawowy/linowo-szczupakowy (różna klasyfikacja według różnych źródeł)
- Jezioro otwarte, połączone z Jeziorem Łabuny Małe

## Grupa jezior
Jest to jedno z jezior usytuowanych na zachodniej granicy powiatu szczycieńskiego w dwóch równoległych rynnach ciągnących się z północy na południe. W jednej z nich jest jezioro Dłużek, w drugiej jeziora Łabuny Wielkie, Łabuny Małe, Czarne, Przyjamy, Kwiatkowo i Kociołek. Za wyjątkiem małych leśnych oczek, wszystkie jeziora są odpływowe i znajdują się w zlewni rzeki Czarnej, która jest dopływem Omulwi. Na południu tej grupy przebiega drogą krajową nr 58, która m.in. łączy Szczytno i Nidzicę, natomiast wzdłuż jezior, z południa na północ ciągną się drogi gruntowe. Wszystkie jeziora położone są malowniczo w lesie.

## Opis jeziora
Jezioro owalne ułożone na osi północ - południe. Zbiornik schowany jest wśród lasu, brzeg zachodni wysoki, pozostałe łagodnie wzniesione. Około 2 km na południowy zachód leży Czarny Piec.
Dojazd ze Szczytna drogą krajową nr 58 w stronę Nidzicy, następnie po 1 km od wsi Dłużek zgodnie z drogowskazem w drogę utwardzoną w prawo do wsi Czarny Piec. Od wsi na północ wzdłuż jezior drogami gruntowymi.
Dno muliste, miejscami piaszczyste, dostępność brzegów dobra. Woda czysta, dobra do kąpieli, jednak kąpielisk brak.
W jeziorze występują takie ryby jak: sieja, szczupak, leszcz. Jezioro odławiane sieciami przez kłusowników, mało zasobne w ryby.